# Artemisia I.

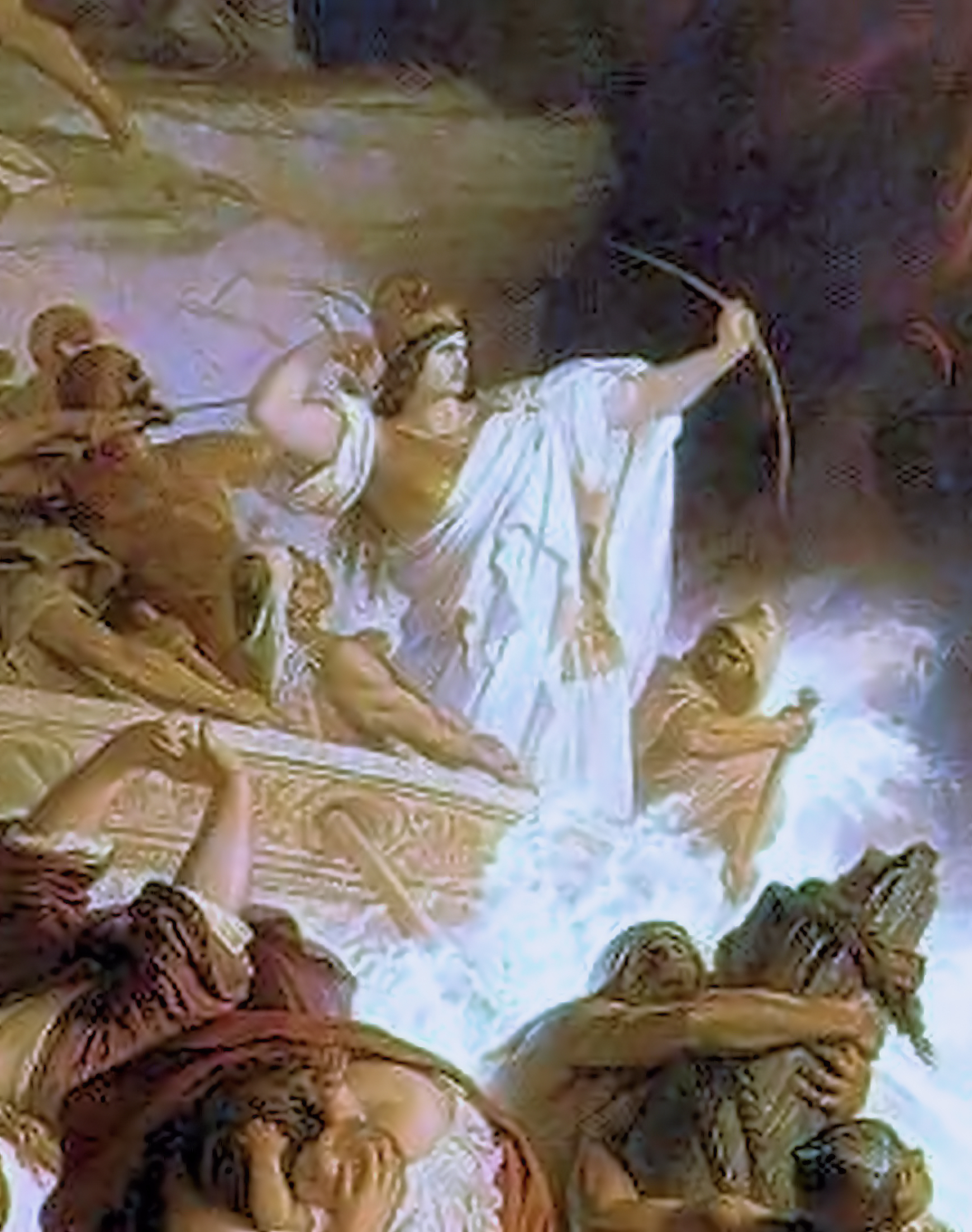
Artemisia, Königin von Halikarnassos und Befehlshaberin des Karischen Kontingents, schoss in der Schlacht von Salamis Pfeile auf die Griechen. Gemäldeausschnitt von Wilhelm von Kaulbach

Artemisia (altgriechisch Ἀρτεμισία Artemisía) war Dynastin von Halikarnassos im 5. Jahrhundert v. Chr. Sie nahm als Anführerin eines Flottenkontingents auf der Seite des persischen Königs Xerxes I. 480 v. Chr. an dessen Einfall in Griechenland teil.

## Leben
Artemisia war eine Tochter des Lygdamis von Halikarnassos, der wahrscheinlich ebenfalls Dynast war. Mütterlicherseits war sie kretischer Abkunft. Sie übernahm nach dem Tod ihres Gatten, dessen Name unbekannt ist, vor 480 v. Chr. – als Vormund ihres kleinen Sohnes Pisindelis – die Regierung über Halikarnassos, Kos, Nisyros und Kalydna. Dabei unterstand sie der Oberherrschaft des persischen Königs.
Ohne äußeren Zwang beteiligte sich die äußerst wagemutige Artemisia 480 v. Chr. am Feldzug Xerxes’ I. gegen Griechenland und hatte während der Expedition die Führung über die fünf von ihr beigesteuerten Schiffe inne, die nach dem Geschichtsschreiber Herodot (7,99) „die vorzüglichsten nach Sidon in der ganzen Flotte waren“. Herodot rühmt wohl zu Recht ihre Entschlossenheit und Klugheit sowie ihren Einfluss beim Großkönig, doch sind manche Einzelzüge ihrer Taten anekdotenhaft ausgeschmückt oder sogar erfunden.
Zunächst kämpfte Artemisia in der Seeschlacht beim Kap Artemision der griechischen Insel Euböa mit. Laut der Darstellung von Herodot soll sie dann als Einzige Xerxes davon abgeraten haben, die Griechen in der Meerenge zwischen Attika und Salamis anzugreifen, wohin sich die griechische Flotte zurückgezogen hatte. Alle übrigen Kriegsräte und Bundesgenossen des Xerxes seien dagegen für die Durchführung der Seeschlacht von Salamis eingetreten. Zur Begründung ihrer Haltung gab Artemisia an, dass die griechische Flotte der persischen überlegen sei; überdies werde auch das ganze persische Landheer leiden, wenn die Flotte von den Feinden vernichtet würde. Stattdessen solle Xerxes rasch mit seiner Landarmee nach dem Peloponnes ziehen; die Griechen, denen es auf Salamis ohnehin an Proviant mangele, würden sich dann zerstreuen, Athen im Stich lassen und in ihre Heimatstädte zurückkehren. Offenbar gibt Herodot hier nicht eine authentische Rede Artemisias, sondern seine eigene Beurteilung der militärischen Lage wieder. Xerxes sei laut Herodot von Artemisias Rede beeindruckt gewesen, habe sich aber dennoch entschlossen, entgegen ihrem Rat die Seeschlacht zu wagen.
Artemisia nahm dann an der Schlacht von Salamis teil und soll dabei große Taten vollbracht haben. So habe sie etwa laut Plutarch den Leichnam von Xerxes’ Bruder Ariamenes bergen und zum Großkönig zurückbringen können. Den athenischen Flottenführern war die unbedingte Gefangennahme Artemisias befohlen worden; derjenige, dem sie gelänge, sollte 10.000 Drachmen Belohnung erhalten. Die Athener waren nämlich empört, dass eine Frau es wagte, gegen sie zu kämpfen.
Im späteren Verlauf der Schlacht, die für Xerxes äußerst unglücklich verlief, konnte sich Artemisia durch das Versenken eines verbündeten, von Damasithymos, dem König von Kalynda, befehligten Schiffes, das ihr den Fluchtweg versperrte, der Verfolgung durch den Athener Ameinias entziehen. Dieser schloss nämlich aus Artemisias Handlung, dass es sich bei der Besatzung ihres Schiffs entweder um Griechen oder persische Deserteure handeln müsse, wandte sich deshalb ab und attackierte andere Schiffe. So gelang Artemisia die Flucht. Xerxes beobachtete den Vorfall und glaubte, sie habe ein feindliches Schiff versenkt. Er soll daraufhin bemerkt haben, dass sich seine Männer wie Frauen und seine Frauen wie Männer benommen hätten.
Ähnlich beschreibt Polyainos die in der Seeschlacht von Salamis angewandte List: Als die Perser schon vor den Schiffen der Griechen flohen, befahl Artemisia ihren Seesoldaten, als sie fast eingeholt worden waren, die persischen Flaggen einzuholen. Ihrem Steuermann ordnete sie aber an, ein vorbeifahrendes eigenes persisches Schiff anzugreifen. Dadurch glaubten die Griechen, es handele sich um ein verbündetes Schiff, so dass sie abdrehten und sich anderen Schiffen zuwandten. Artemisia aber segelte, als sie der Gefahr entkommen war, schnell heim.
Nach der verlorenen Schlacht empfahl Mardonios dem persischen Großkönig, einen neuen Angriff auf den Peloponnes zu versuchen. Entweder solle er diesen Feldzug persönlich anführen oder ihm, Mardonios, überlassen und selbst den Rückzug antreten. Bevor Xerxes aber seine Entscheidung traf, befragte er erneut Artemisia um Rat, die dem König entschieden zur Heimkehr riet. Während Xerxes auf dem Landweg zum Hellespont marschierte und dann nach Sardes weiterzog, segelte sie nach Ephesos, wobei sie mehrere illegitime Söhne des Königs an Bord hatte.
Das weitere Schicksal Artemisias ist nicht bekannt. Eine Marmorstatue von ihr stand in der sogenannten Persischen Halle der Agora von Sparta, die aus der Beute der Perserkriege errichtet worden war.
Ganz romanhaft ist der von Ptolemaios Chennos erzählte Zug, Artemisia habe ihrem Geliebten Dardanos aus Abydos, der sie verschmäht hatte, im Schlaf die Augen ausgestochen und sich danach wegen dieser unglücklichen Liebe vom leukadischen Felsen in die Ägäis gestürzt. Ihr Sohn Pisindelis folgte ihr in der Regierung.

## Trivia
Im Spielfilm Der Löwe von Sparta wird die eine Liebesbeziehung mit Xerxes führende Artemesia von Anne Wakefield verkörpert. In 300: Rise of an Empire, dem Sequel der Comicverfilmung 300, wird Artemisia von Eva Green dargestellt. Die Filmfigur ist allerdings nur eine freie Interpretation der historischen Person und konfligiert an mehreren Stellen des Films mit dieser. Artemisia wurde beispielsweise nicht – wie im Film inszeniert – während der Schlacht von Salamis getötet.